# Medalha Comemorativa das Operações no Oriente Médio

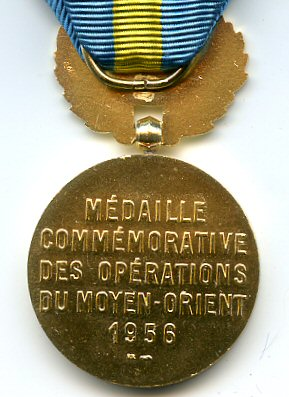
Reverso da medalha.

A Medalha Comemorativa das Operações no Oriente Médio (em francês:  Médaille commémorative des opérations du Moyen-Orient) é uma medalha de campanha francesa criada para reconhecer a participação de cidadãos franceses nas operações militares conduzidas durante a Crise de Suez de 1956.

## História

### Antecedentes
Em 1956, o presidente egípcio Nasser decidiu nacionalizar a Companhia do Canal de Suez, esta ação foi contra os interesses franceses e britânicos na região, levando a uma intervenção militar de ambos os países. Por seu lado, a França decidiu enviar uma força expedicionária de 10.000 homens sob o comando do Almirante Pierre Barjot e do General André Beaufre.
Sob forte pressão diplomática dos Estados Unidos e da URSS, as forças franco-britânicas se retiraram dos territórios retomados e toda a expedição foi abandonada após apenas quatro meses. As forças francesas sofreram quinze mortos.

### Criação
A Medalha Comemorativa das Operações no Oriente Médio foi criada em 22 de maio de 1957 pelo decreto n° 57-630.

## Agraciamento
A Medalha Comemorativa das Operações no Oriente Médio foi concedida a militares franceses dos três serviços - Exército, Marinha e Aeronáutica - que participaram entre 1º de setembro e 22 de dezembro de 1956 em operações no Egito. Também foi concedida a cidadãos franceses não-militares que participaram nestas operações, nomeadamente tripulações de navios mercantes e aeronaves da aviação comercial. A outorga engloba as operações que ocorreram na área geográfica situada entre os paralelos 20 e 36 do Norte e os meridianos 24 e 40 do Leste entre 1º de setembro e 22 de dezembro de 1956.
A medalha não foi emitida com certificado e o direito de usá-la é justificado pela posse de um documento militar que comprove a participação nas operações, tais como livro de registro militar, ordem de serviço, certificados emitidos pelo comandante, unidade, navio ou comandante de navio.
Ninguém pode reivindicar o direito de usar esta medalha se for condenado a uma pena de prisão ou punição severa por ações repreensíveis realizadas durante a operação. Os pedidos de agraciamento são efetuados no gabinete do Ministério da Defesa francês. Segundo o artigo 6 do decreto, a medalha seria usada imediatamente depois da Medalha Comemorativa para Operações de Segurança e Aplicação da Lei no Norte de África.

## Características
A Medalha Comemorativa das Operações no Oriente Médio é uma medalha circular de 30mm de diâmetro, feita de bronze, podendo ser dourada. O anverso traz a imagem em relevo da efígie da República, gravada por Georges Lemaire. O perfil esquerdo da Marianne, que usa um capacete adornado por uma coroa de folhas de carvalho, é ladeado pela inscrição em relevo "République française" (República Francesa). No verso, a inscrição em relevo em cinco linhas "Médaille commémorative des opérations du Moyen-Orient 1956" (Medalha Comemorativa das Operações no Oriente Médio 1956).
A medalha pende de uma fita através de um anel que passa pelo laço de suspensão da medalha. O anel é adornado por uma coroa de louros de bronze de 24mm de diâmetro encimados por um crescente. A fita de seda moiré tem 37mm de largura e de cor azul-celeste com três faixas verticais amarelas, 5mm na central e 2mm nas laterais. A fita recebe uma barra dourada com a inscrição em relevo "Moyen-Orient" (Médio Oriente ou Oriente Médio).
A Medalha Comemorativa das Operações no Oriente Médio é idêntica à Medalha do Oriente no seu anverso, fiança e na sua fita. A Medalha do Oriente foi criada em 1926, destinada aos soldados que serviram no Corpo Expedicionário do Oriente e depois no Armée d'Orient entre 1915 e 1918.